# Wilmington (Delaware)
Wilmington es la mayor ciudad del estado de Delaware, Estados Unidos, y se encuentra localizada donde el río Christina y el riachuelo de Brandywine desembocan en el río Delaware. Es la capital del condado de New Castle, y uno de los conos urbanos más extensos del área metropolitana del  valle de Delaware. Fue fundada por el propietario Thomas Penn para su amigo Spencer Compton, conde de Wilmington, quien fue a su vez el primer ministro durante el reinado de Jorge II de Gran Bretaña.

## Historia

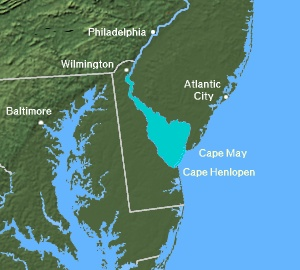
Mapa de la bahía de Delaware en el que aparece Wilmington

El área que se conoce hoy como Wilmington fue encontrada por colonizadores suecos y finlandeses hacia 1638, estableciendo su emporio en Nueva Suecia. En 1655, los neerlandeses arribaron y se hicieron con las colonias de estos.
Posteriormente, en 1664, comenzaría la colonización inglesa, y la urbe se regiría por las leyes británicas, con gran influencia de comunidades desertoras, garantizándose su estatuto municipal en 1739 por el rey Jorge II. Este último cambió el nombre de Willington —en honor a Thomas Willing, el primer "promotor" del lugar y que organizaría una cuadrícula similar a aquella del barrio norte de Filadelfia— a Wilmington, posiblemente haciendo mención a Spencer Compton, conde de Wilmington.
El máximo crecimiento que experimentó la ciudad fue durante la Guerra Civil. Delaware, aunque era oficialmente un estado de la Unión, fue dividido en reclamo de Confederados y soldados de la Unión; la región septentrional del estado constituyó una gran Unión, mientras que la zona sur fue ocupada con intereses confederados.
El enfrentamiento bélico demandó una gran cantidad de bienes y materiales. Los viejos emplazamientos se expandieron, y muchas industrias emergentes fueron atraídas por el corazón urbano. Wilmington comenzó a fabricar barcos, automóviles, pólvora, calzados, carpas, uniformes, mantas y otros productos manufacturados del mismo uso. Por 1868, la ciudad estaba  produciendo más botes de hierro que el resto del país en su conjunto, y se proclamó primera en la producción de pólvora y segunda en carruajes y cuero.
La prosperidad que trajo la guerra a los comerciantes y fabricantes de la ciudad, favoreció el crecimiento hacia el oeste, con enormes residencias a lo largo de calles circundadas por verdes árboles. Este movimiento fue incitado por la aparición del primer tranvía, que se instalaría en 1864 a lo largo de Delaware Avenue.
A finales del siglo XIX tuvo lugar la aparición de parques naturales. William Bancroft, un exitoso hombre de negocios de Wilmington, lideró el esfuerzo de crear zonas verdes en la metrópoli y fue enormemente influenciado por el trabajo de Frederick Law Olmsted. El Rockford Park y el Brandywine Park deben su manutención a sus generosas donaciones de tierra y mano de obra.
En 1860 había 21 250 personas viviendo en la ciudad, y por 1920 la cifra había ascendido a 110 168.
Ambas Guerras Mundiales estimularon su crecimiento industrial. Producciones vitales para tal empresa - astilleros, fundiciones de acero, maquinaria y elaboraciones químicas - operaban en una base de veinticuatro horas.  Otras industrias produjeron bienes como automóviles, manufacturas en cuero y textiles.
El período de postguerra volvió a incidir en el expansionismo global de Wilmington. En la década de 1950 se apreció un largo crecimiento en los suburbios del norte y se unieron para el ensanchamiento de la ciudad.
El estilo de vida cotidiano se hizo posible por la construcción de amplias avenidas, carreteras, puentes y la autovía interestatal 95, que acortó la franja que existía entre muchos de los más estables vecindarios de Wilmington, lo que a la larga terminó por ocasionar algunas pérdidas poblacionales. Nuevos proyectos de innovación urbana a mediados del pasado siglo, emparejaron bloques enteros de viviendas en el centro y este de la ciudad. Los disturbios y el malestar civil tras el asesinato en 1968 de Martin Luther King, Jr. también motivaron a la emigración urbana.
El entonces gobernador Charles Terry, Jr. desplegó a la guardia nacional en la ciudad, a pesar de protestas por parte del alcalde, y les mantuvo allí hasta que culminara su mandato, en enero de 1969. El fenómeno migratorio logró apaciguarse, y Wilmington ha sido capaz de mantener una población de unos 70.000 habitantes en las últimas décadas.

## Geografía
De acuerdo con la Oficina del Censo de los Estados Unidos, la ciudad tiene un área estimada de 44,1 km²:  28,1 km² de los cuales es tierra y 16,0 km² de agua (36,25%).
A tan solo 25 millas al suroeste de Filadelfia, Pensilvania, se halla próxima a una de las ciudades más grandes del país. La estación de ferrocarril de Wilmington es una de las últimas paradas del sistema de transporte SEPTA de Filadelfia, y es adyacente a la trigésima terminal en Amtrak.  Es el cruce de la Interestatal 295 (Delaware-Nueva Jersey-Pensilvania), siendo su fin Trenton, Nueva Jersey, así como es una de las mayores concentraciones de la Interestatal 95. Estas conexiones de transporte y su proximidad geográfica hacen de Wilmington uno de los puntos característicos de una ciudad dormitorio.
No obstante, su historia como la principal ciudad de Delaware, su significante conurbano, y su valor independiente como un destino empresarial hacen que se la considere un pequeño pero autónomo centro poblacional del área metropolitana de Filadelfia, o como los locales prefieren llamarle, del valle Delaware.

### Clima
| Parámetros climáticos promedio de Wilmington, Delaware (New Castle County Airport), normales 1991–2020, extremos 1894–presente | Parámetros climáticos promedio de Wilmington, Delaware (New Castle County Airport), normales 1991–2020, extremos 1894–presente | Parámetros climáticos promedio de Wilmington, Delaware (New Castle County Airport), normales 1991–2020, extremos 1894–presente | Parámetros climáticos promedio de Wilmington, Delaware (New Castle County Airport), normales 1991–2020, extremos 1894–presente | Parámetros climáticos promedio de Wilmington, Delaware (New Castle County Airport), normales 1991–2020, extremos 1894–presente | Parámetros climáticos promedio de Wilmington, Delaware (New Castle County Airport), normales 1991–2020, extremos 1894–presente | Parámetros climáticos promedio de Wilmington, Delaware (New Castle County Airport), normales 1991–2020, extremos 1894–presente | Parámetros climáticos promedio de Wilmington, Delaware (New Castle County Airport), normales 1991–2020, extremos 1894–presente | Parámetros climáticos promedio de Wilmington, Delaware (New Castle County Airport), normales 1991–2020, extremos 1894–presente | Parámetros climáticos promedio de Wilmington, Delaware (New Castle County Airport), normales 1991–2020, extremos 1894–presente | Parámetros climáticos promedio de Wilmington, Delaware (New Castle County Airport), normales 1991–2020, extremos 1894–presente | Parámetros climáticos promedio de Wilmington, Delaware (New Castle County Airport), normales 1991–2020, extremos 1894–presente | Parámetros climáticos promedio de Wilmington, Delaware (New Castle County Airport), normales 1991–2020, extremos 1894–presente | Parámetros climáticos promedio de Wilmington, Delaware (New Castle County Airport), normales 1991–2020, extremos 1894–presente |
| Mes | Ene. | Feb. | Mar. | Abr. | May. | Jun. | Jul. | Ago. | Sep. | Oct. | Nov. | Dic. | Anual |
| --- | --- | --- | --- | --- | --- | --- | --- | --- | --- | --- | --- | --- | --- |
| Temp. máx. abs. (°C) | 23.9 | 25.6 | 30 | 36.1 | 36.7 | 38.9 | 39.4 | 41.7 | 37.8 | 36.7 | 29.4 | 23.9 | 41.7 |
| Temp. máx. media (°C) | 5.2 | 6.7 | 11.4 | 17.9 | 23.1 | 27.9 | 30.4 | 29.4 | 25.8 | 19.4 | 13.3 | 7.8 | 18.2 |
| Temp. media (°C) | 0.8 | 1.9 | 6.2 | 12.2 | 17.5 | 22.6 | 25.3 | 24.3 | 20.5 | 14 | 8.1 | 3.4 | 13.1 |
| Temp. mín. media (°C) | -3.6 | -2.8 | 1.1 | 6.4 | 11.9 | 17.2 | 20.2 | 19.2 | 15.2 | 8.5 | 3 | -0.9 | 7.9 |
| Temp. mín. abs. (°C) | -25.6 | -26.1 | -16.7 | -11.7 | -1.1 | 4.4 | 8.9 | 6.1 | 0 | -5 | -11.7 | -21.7 | -26.1 |
| Precipitación total (mm) | 82 | 71.9 | 105.7 | 89.2 | 90.7 | 118.6 | 112 | 101.1 | 111.3 | 93.5 | 77.7 | 97.8 | 1151.4 |
| Nevadas (cm) | 15.5 | 19.8 | 7.9 | 0.3 | 0 | 0 | 0 | 0 | 0 | 0 | 0.5 | 7.4 | 51.3 |
| Días de precipitaciones (≥ 0.2 mm)                                                                                             | 10.8 | 10.0 | 11.2 | 11.1 | 11.7 | 11.0 | 10.0 | 8.9 | 8.8 | 8.9 | 8.8 | 10.6 | 121.8 |
| Días de nevadas (≥ 0.2 cm) | 3.5 | 3.5 | 1.7 | 0.1 | 0.0 | 0.0 | 0.0 | 0.0 | 0.0 | 0.0 | 0.2 | 1.7 | 10.7 |
| Fuente: NOAA | | | | | | | | | | | | | |

## Educación
El Distrito Escolar Christina gestiona escuelas públicas.

## Ciudades hermanas
Wilmington dispone de seis ciudades hermanas:
- Arad, Israel
- Fulda, Alemania
- Kalmar, Suecia
- Ningbo, China
- Olevano sul Tusciano, Italia
- Osogbo, Nigeria
- Watford, Inglaterra, Reino Unido
- Valparaíso, Chile